# Condado de Oglethorpe
O Condado de Oglethorpe é um dos 159 condados do Estado americano de Geórgia. A sede do condado é Lexington, e sua maior cidade é Lexington. O condado possui uma área de 1 145 km², uma população de 12 635 habitantes, e uma densidade populacional de 11 hab/km² (segundo o censo nacional de 2000). O condado foi fundado em 19 de dezembro de 1793.